# I 39 scalini (film 1959)
I 39 scalini è un film britannico del 1959 diretto da Ralph Thomas, sul soggetto dello scrittore scozzese John Buchan, I trentanove scalini. Si tratta di un remake del film di Alfred Hitchcock del 1935 Il club dei 39 (noto in Italia anche con il titolo I 39 scalini), avente il medesimo soggetto, che ha avuto un ulteriore remake con lo stesso titolo nel 1978 per la regia di Don Sharp.

## Trama
Londra. Il giovane diplomatico Richard Hannay assiste casualmente in Hyde Park a una aggressione a una governante che spingeva una carrozzina. Corso ad assistere la donna, scopre che la carrozzina è vuota. La donna è in realtà un'agente dell'intelligence britannica e gli rivela di essere sulle tracce di una banda di spie che vuole impossessarsi di segreti militari. Questa banda, chiamata "I 39 scalini", è capeggiata da un misterioso uomo di cui si sa solo che ha la falange di un dito mozzata. 
La donna viene improvvisamente uccisa e Hannay teme di finire tra i sospettati. Per sottrarsi alle ricerche della polizia e individuare il capo della banda, si reca in Scozia dove, insieme a una insegnante del luogo, viene catturato dai banditi che lo ammanettano insieme alla donna e lo caricano in un'automobile che deve riportarli a Londra. Approfittando della foratura di uno pneumatico, l'uomo si mette alla guida con un solo braccio (l'altro è legato al braccio dell'insegnante) ma un incidente mette la vettura fuori uso e costringe i due a vagare nei boschi delle Highlands scozzesi. Rifugiatisi in una locanda, la donna riesce a liberare i polsi dei due dalle manette. A Londra, smascherate le spie durante uno spettacolo di varietà, Hannay riesce alla fine a provare la propria innocenza.

## Produzione
La Rank Organisation, che deteneva i diritti del soggetto e della prima versione in bianco e nero firmata da Hitchcock, chiese per prima cosa al regista Ralph Thomas di attualizzare la vicenda. Temendo gli inevitabili confronti Thomas, riluttante a dirigere il film, si rivolse a Hitchcock e ottenne da lui il consiglio di accettare l'incarico. 
Per rendere più appetibile il film dalle platee americane, la produzione volle comunque affidare i ruoli femminili ad attrici d'oltreoceano ma, vista l'indisponibilità di June Allyson, prescelta per la parte dell'insegnante, dovette ripiegare sulla finlandese Taina Elg.
Le riprese in Eastmancolor furono effettuate a Edimburgo e in alcune località della Scozia centrale; gli interni vennero realizzati negli studi di Pinewood. 